# Johann Jacob Haid
Johann Jacob Haid (aussi Jakob pour Jacob et Hayd pour Haid), né le 23 janvier ou le 10 février 1704 à Klein-Eislingen près de Göppingen ou à Süßen, mort le 9 décembre 1767 à Augsbourg, est un graveur sur cuivre et en manière noire (mezzotinto), peintre portraitiste et éditeur allemand. Il est le père de Johann Elias Haid (1739-1809).

## Biographie
Haid est un membre de la famille d'artistes Haid d'Augsbourg. Ils sont cinq frères travaillant comme graveurs ou peintres, et Johann Jacob est le troisième de la fratrie. Leur père est Johann Jakob Haid, instituteur à Kleineislingen puis à Salach. L'aîné est Johann Georg, peintre, dont on sait qu’il vivait vers 1720 à Schorndorf ; le suivant, Johann Lorenz, est dessinateur et graveur, né en 1702 à Kleineislingen, mort en 1750 à Augsbourg ; Johann Jacob, peintre et graveur est le troisième ; Johann Christian, peintre, 1706-1734, actif à Ulm est le quatrième ; Johann Gottfried, peintre et ornemaniste, né en 1710 à Kleineislingen ou Salach, mort le 5 septembre ou 3 novembre 1776 à Vienne, est le dernier. Johann Lorenz a un fils, Johann Philipp, graveur, et Johann Elias est le fils de Johann Jacob.
En 1726, Johann Jacob est en apprentissage à Augsbourg et apprend la peinture d'animaux, de batailles, et surtout de portraits. Plus tard, il se tourne entièrement vers la chalcographie et la manière noire. Il est élève de Georg Philipp Rugendas et Johann Elias Ridinger, pour le peintre animalier Ridinger il s'agit plutôt d'un séjour en compagnonnage, parce que Ridinger n'a pas présenté d'apprenti à la guilde.
Environ 300 portraits sont connus, la plupart en manière noire. Certains sont de sa propre conception, d'autres gravés d'après des tableaux d'autres peintres, parmi lesquels Johann Georg Bergmüller, Johann Kupetzky, Nicolas de Largillierre. En grande partie, ils figurent dans les séries de Jacob Brucker Bildersal heutiges Tages lebender und durch Gelahrtheit berühmter Schriftsteller (1741) et Ehrentempel der deutschen Gelehrsamkeit. Parmi ses œuvres, il y a des gravures coloriées de plantes qui figurent dans la Phytanthoza Iconographia de Johann Wilhelm Weinmann (en) (1737) et sur dans le Plantae selectae de Christoph Jakob Treu (1750). Il coopère également avec le peintre et émailleur Bartholomäus Seuter (de) (1678–1754). Haid a aussi travaillé en Angleterre.
À Augsbourg, il fonde sa propre maison d'édition et devient un éditeur renommé de séries de portraits en manière noire.
Il était aussi assesseur au tribunal municipal. Parmi ses élèves, il y a Anton Graff et Johann Friedrich Bause. Après sa mort, son fils Elias continue sa maison d'édition.

## Galerie

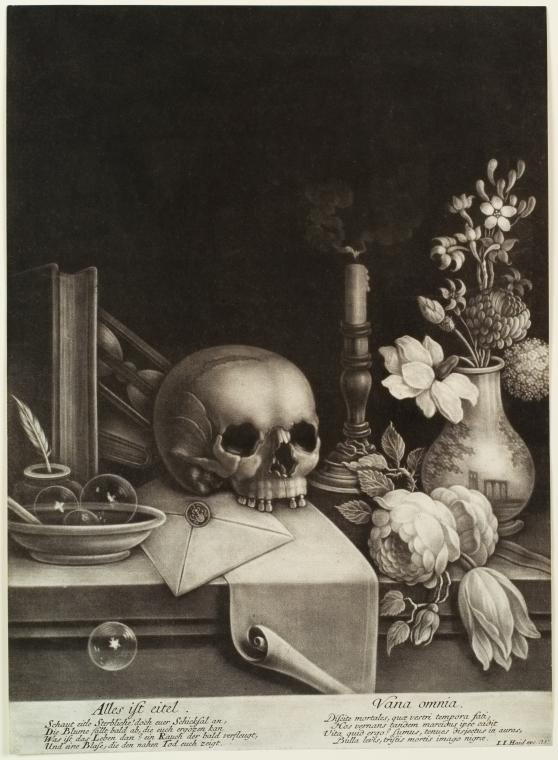
Alles ist eitel, vers 1750
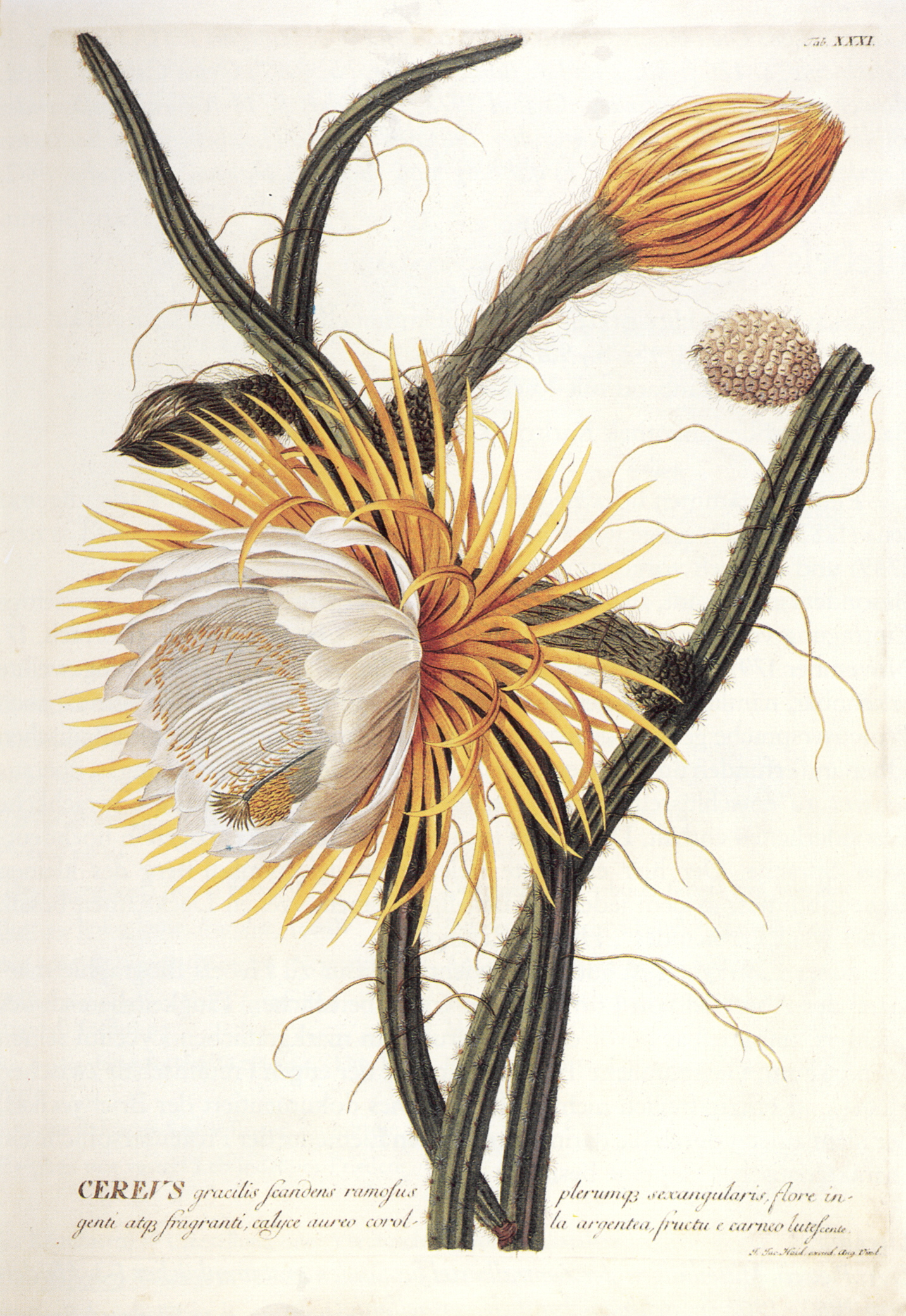
Selenicereus grandiflorus, gravure de Plantae selectae.